# Salcia (župa Mehedinți)
Salcia je rumunská obec v župě Mehedinți. Žije zde přibližně 2 400 obyvatel. Leží u hranic Rumunska s Bulharskem, které tvoří řeka Dunaj. Obec tvoří pouze stejnojmenná vesnice.